# Ilha Yule

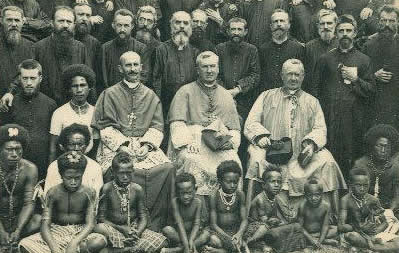
Missionários e habitantes depois de 1902.

Yule Island é uma pequena ilha na Central Province, Papua-Nova Guiné, localizada a cerca de 160 km a NW de Port Moresby, na costa sul da Papua Nova Guiné.

## História
A ilha de Yule deve o seu nome a Charles Bampfield Yule, um oficial da Marinha Real Britânica que fez o levantamento da área entre 1842 e 1845.
Foi uma das primeiras áreas da Província Central da Nova Guiné a ter contacto com os europeus. O catolicismo foi introduzido na ilha pelos Missionários do Sagrado Coração, que ali iniciaram uma missão em 1885. A missão foi dirigida com sucesso de 1900 a 1908 pelo bispo Henry Verius e desde então até 1945 por Alain de Boismenu.
Com os missionários europeus vieram catequistas das Filipinas, alguns dos quais casaram com a população local. Atualmente, muitos habitantes da ilha de Yule têm caraterísticas europeias e filipinas distintas.
A visita do poeta australiano James McAuley à missão da ilha de Yule, em 1949, causou-lhe uma profunda impressão espiritual e contribuiu para a sua conversão ao catolicismo.

## Fauna
A ilha de Yule está rodeada por recifes de coral.
Várias espécies de aranhas são endémicas desta ilha, incluindo:
- Salticus perogaster (uma espécie aranha saltadora) e Plexippus brachypus
- Heteropoda cyanognatha e Pandercetes longipes (Sparassidae)
- Misumena arrogans e Stephanopis yulensis (Thomisidae)

A fauna do Plioceno Inferior do grupo Echinodermata é rica e diversificada, com 19 espécies conhecidas na Formação Kairuku. Cerca de metade destas espécies estão também representadas em populações do norte da Austrália, ligada pela Grande Barreira de Coral a apenas 600 km de distância.

## Personalidades
As seguintes personalidades são oriundas da ilha:
- Susan Karike - desenho da bandeira da Papua-Nova Guiné.
- Louis-André Navarre - missionário do Sagrado Coração e arcebispo, trabalhou na ilha e, após a sua morte e enterro em Townsville, foi exumado e enterrado novamente na ilha.[11]